# No Monarchy
No Monarchy is een Engels single van de Belgische band The Kids uit 1978.
De B-kant van de single waren de nummers Rock over Belgium en The City Is Dead.
Het nummer verscheen op de lp Naughty Kids (1978).

## Meewerkende artiesten
- Producer
  - Leo Caerts
  - Sylvain Vanholme
- Muzikanten
  - Danny De Haes (basgitaar)
  - Eddy De Haes (drums en zang)
  - Ludo Mariman (elektrische gitaar en zang)
  - Luk Van De Poel (gitaar)